# Calamaria doederleini
Calamaria doederleini — вид змій родини полозових (Colubridae). Ендемік Індонезії. Вид названий на честь німецького зоолога Людвіга Генріха Філіппа Дедерляйна.

## Поширення і екологія
Calamaria doederleini відомі за типовим зразком, зібраним на північному заході Суматри. Вони живуть у вологих тропічних лісах.